# Шестнадесети конгрес на Македонската патриотична организация
Шестнадесетият конгрес на Македонските политически организации (МПО) се провежда от 5 до 8 септември 1937 година в Индианаполис, Индиана, САЩ. Приема се резолюция, която се изпраща до Коминтерна. В нея се констатира, че Югославия и Гърция не признават националните и политическите права на българите в Македония. МПО Решително отхвърля сключения договор за вечно приятелство между България и Югославия от 24 януари 1937 година.